# Бобринская, Варвара Николаевна
Варвара Николаевна Бобринская (урождённая Львова; 30 апреля [12 мая] 1864, Москва — 1940, Турне, Бельгия) — русская графиня, благотворительница, деятель русской эмиграции.

## Биография
Родилась в дворянской семье Львовых: внучка коллекционера А. Н. Львова, сестра депутатов Государственной думы Владимира и Николая Львовых. Отец — Николай Александрович Львов (21 мая [2 июня] 1834 — 27 марта [8 апреля] 1887), гвардии поручик Кавалергардского полка; в отставке — помещик, почётный мировой судья; завещал около 40 картин русских и западных художников из своей коллекции Румянцевскому музею. Мать — Мария Михайловна Челищева (17 [29] июля 1843—1915), внучка сенатора Н. А. Челищева.
Получила домашнее образование в объёме курса мужской гимназии. Выйдя замуж в 1889 году за графа Алексея Бобринского, жила в его Богородицкой усадьбе, затем в имении Бутырки в Тульской губернии, где с 1891 года стала заниматься благотворительностью, начав с организации в своём имении помощи голодающим, затем создавала воскресные школы и школы чтения для взрослых. В 1898 году оказывала помощь заключённым в Новороссийской тюрьме.
В 1901 году открыла в Москве первый женский рабочий клуб. В 1903 году основала общежитие для рабочих-женщин, из которого впоследствии образовалось «Общество попечения о молодых девицах».
В 1902 году опубликовала в «Русских Ведомостях» письмо о босяках Хитрова рынка, всколыхнувшее русское общество и заставившее многих начать жертвовать деньги на благотворительность. Уже через месяц после публикации письма возникло «Городское попечительство о бедных Хитрова рынка», занявшееся устройством ночлежных домов для пришлых рабочих, а также биржи труда. В 1909 году попечительство выстроило образцовый ночлежный дом на 1500 человек.
В 1903 году пожертвовала Румянцевскому музею библиотеку, оставшуюся от отца (401 том в основном иностранных книг); это собрание растворено в фондах РГБ и в настоящее время не выявлено.
В 1905 году выделила деньги на основание Дарвиновского музея и оказывала ему финансовую помощь в течение 8 лет.

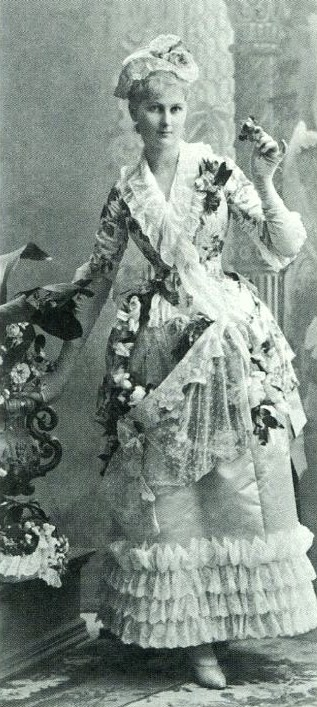
В. А. Бобринская (1903)

Во время первой русской революции активно участвовала в политической агитации, особенно в земских и освобожденческих кругах. В её доме в Москве регулярно встречались политические активисты, что способствовало сближению городских и земских деятелей. Симпатизировала кадетскому движению и Всероссийскому крестьянскому союзу, поддерживала их.
После революции 1905 года была под негласным надзором полиции. На выборах в первую думу содействовала партии народной свободы; после роспуска первой думы отошла от политической деятельности. В 1908—1909 годы издавала в Москве дешёвый просветительский журнал «Северное Сияние».
В 1909 году создала и возглавила комиссию заграничных и русских экскурсий, имевшую цель предоставить народным учителям и демократической интеллигенции возможность путешествовать; уже в 1909—1910 годы около 2000 экскурсантов побывали за границей. Ежегодные (1909—1913) отчёты об экскурсиях в Италию учителей и врачей, организованных комиссией, публиковал в «Русских Ведомостях» писатель Михаил Осоргин, выступавший также в качестве экскурсовода. В 1910 году занималась организацией деревенского театра.
В 1918 году уехала на юг России, став в 1919 году членом городской управы Пятигорска. Эмигрировала.
В мае 1920 года по предложению генерала А. С. Лукомского возглавила Главное справочное бюро, созданное в Константинополе для регистрации беженцев из России и помощи в поиске родных и близких.
После 1922 года переехала в Париж; работала директором Четверговой школы и Педагогического музея в Булонь-сюр-Сен, близ Парижа. Была членом Общества «Икона» в Париже.

## Семья
В 1889 г. вступила в брак с графом Алексеем Алексеевичем Бобринским (6 [18] мая 1864 — 14 июня 1909), старшим сыном генерал-лейтенанта А. П. Бобринского. Дети:
- Николай (1890—1964), известный зоолог, географ,
- Александр (1891—1916),
- Гавриил (1892—1965),
- Мария (4.2.1894 — ?), в замужестве Ступницкая.
- Наталья (4.2.1894 — 1952), в замужестве Карлинская.